# Burg Takatsuki
Die Burg Takatsuki (japanisch 高槻城, Takatsuki-jō) befindet sich in der Stadt Takatsuki in der Präfektur Osaka. In der Edo-Zeit residierten dort zuletzt die Nagai als Fudai-Daimyō.

## Burgherren in der Edo-Zeit
- Ab 1615 ein Zweig der Naitō mit 40.000 Koku,
- ab 1617 ein Zweig der Toki mit 20.000 Koku,
- ab 1619 ein Zweig der Katahara-Matsudaira mit 20.000 Koku,
- ab 1636 ein Zweig der Okabe mit 50.000 Koku,
- ab 1640 wieder ein Zweig der Katahara-Matsudaira mit 36.000 Koku,
- ab 1649 ein Zweig der Nagai mit 36.000 Koku bis 1868.

## Geschichte

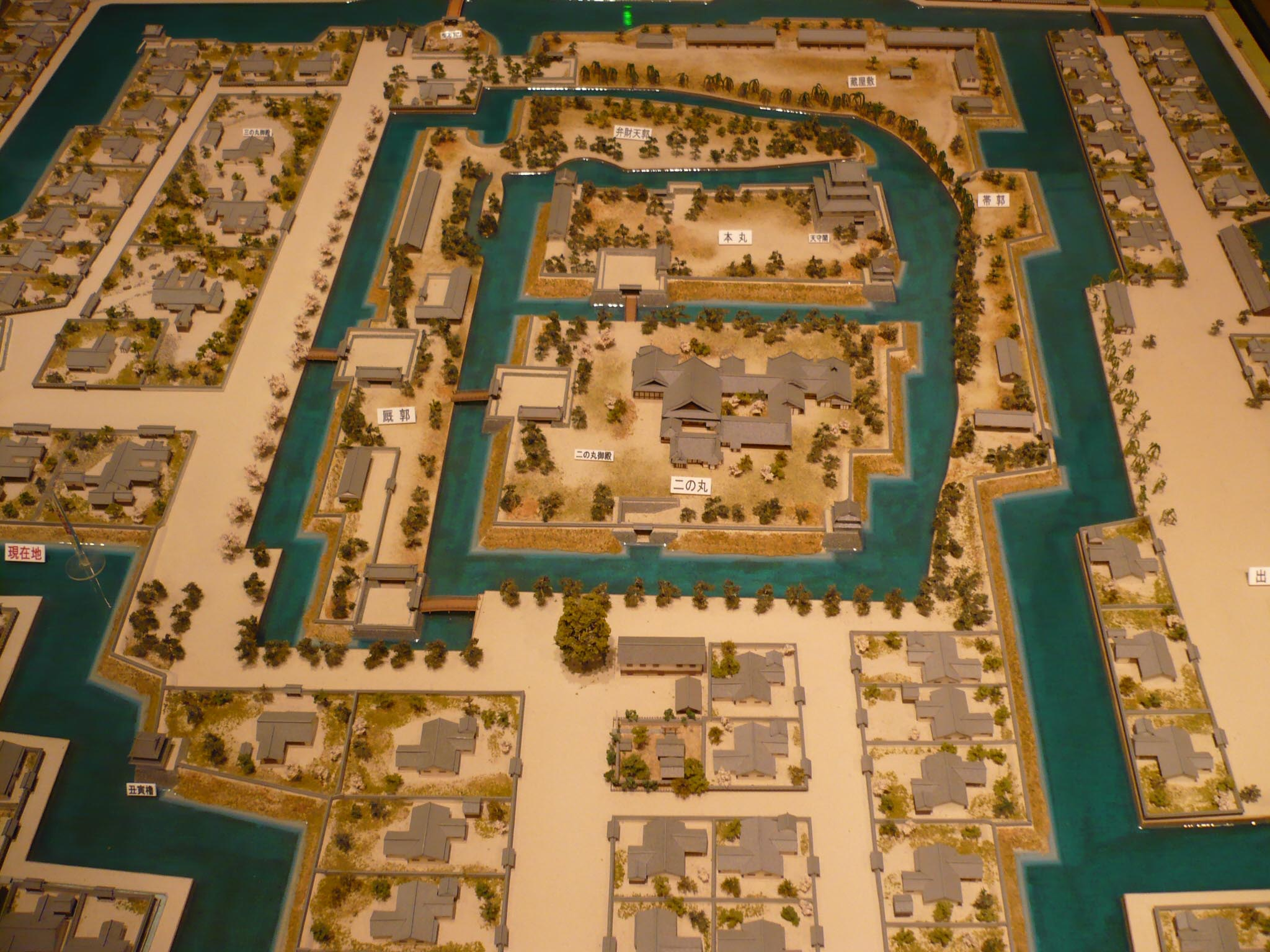
Aufsicht auf die Burganlage

Die Burg wurde in der ersten Hälfte des 15. Jahrhunderts von dem Irie-Klan (入江氏) begonnen. 1569 konnte der große Feldherr unter Oda Nobunaga, Wada Koremasa (和田惟正; 1530–1571) Irie Harukage (入江春景) besiegen und die Burg übernehmen. Koremasa verlor aber 1571 in der Schlacht von Shiraikawahara sein Leben, dessen hoher Vasall Takayama mit dem Ehrentitel Hida no kami (飛騨上), konnte mit seinem Sohn Ukon (右近) Koremasas Sohn Korenaga (惟長) vertreiben und die Burg übernehmen. 1585 wurde Ukon auf Anweisung Toyotomi Hideyoshis auf die Burg Akashi versetzt und regierte 12 Jahre in jener Gegend.
Da Ukon in der Schlacht von Sekigahara im Jahr 1600 zu den Verlierern gehörte, fiel die Burg an die Tokugawa, die sie zunächst selbst verwalteten. 1615, nach der Vernichtung der Toyotomi, erhielt dann ein Zweig der Naitō die Burg, die sie schon nach zwei Jahren wieder verlassen mussten. Es folgte Toki Sadayoshi (土岐定義; 1580–1619), der vom Bakufu den Befehl erhielt, die Burg auszubessern.
Es folgten weitere Burgherren, bis 1649 eine Zweig der Nagai die Burg übernahm. Die Nagai blieben dann Burgherren bis zur Meiji-Restauration 1868.

## Die Anlage
Der innere Burgbereich, das Hommaru (本丸) und der zweite Bereich, das Ni-no-maru (二の丸), hatten nach ihrer Vollendung zusammen eine Ostwest-Ausdehnung von 510 m und eine Nordsüd-Ausdehnung von 630 m. Diese Bereiche mit weiterem Gelände waren von dem inneren Graben (内堀, uchibori) umgeben. Auf der Ostseite war der dritte Burgbereich, das San-no-maru (三の丸), ein Bereich mit Speichergebäuden (蔵屋敷, kurayashiki) und ein Vorbereich, das Obikuruwa (帯曲輪) angelegt, umgeben von dem äußeren Graben (外堀, sotobori).
Zu Beginn der Meiji-Zeit wurden die Gebäude der Burg abgerissen, ein Teil der Steine wurde für die ab 1874 im Bau befindliche Eisenbahnlinie zwischen Kyōto und Osaka verwandt. Weite Bereiche werden von zwei Schulen und einem Baseball-Platz eingenommen. Ab 1974 wurden Bodenuntersuchungen durchgeführt und die Basis des Burgturms (天守閣, tenshukaku) untersucht. Im inneren Bereich befindet sich das Museum für Lokalgeschichte der Stadt Takatsuki (高槻市立歴史民俗資料館, Takatsuki shiritsu rekishi minzoku shiryokan). Der Westteil des dritten Burgbereichs ist heute öffentlicher Park (高槻城跡公園, Takatsuki shiroato kōen).

## Bilder

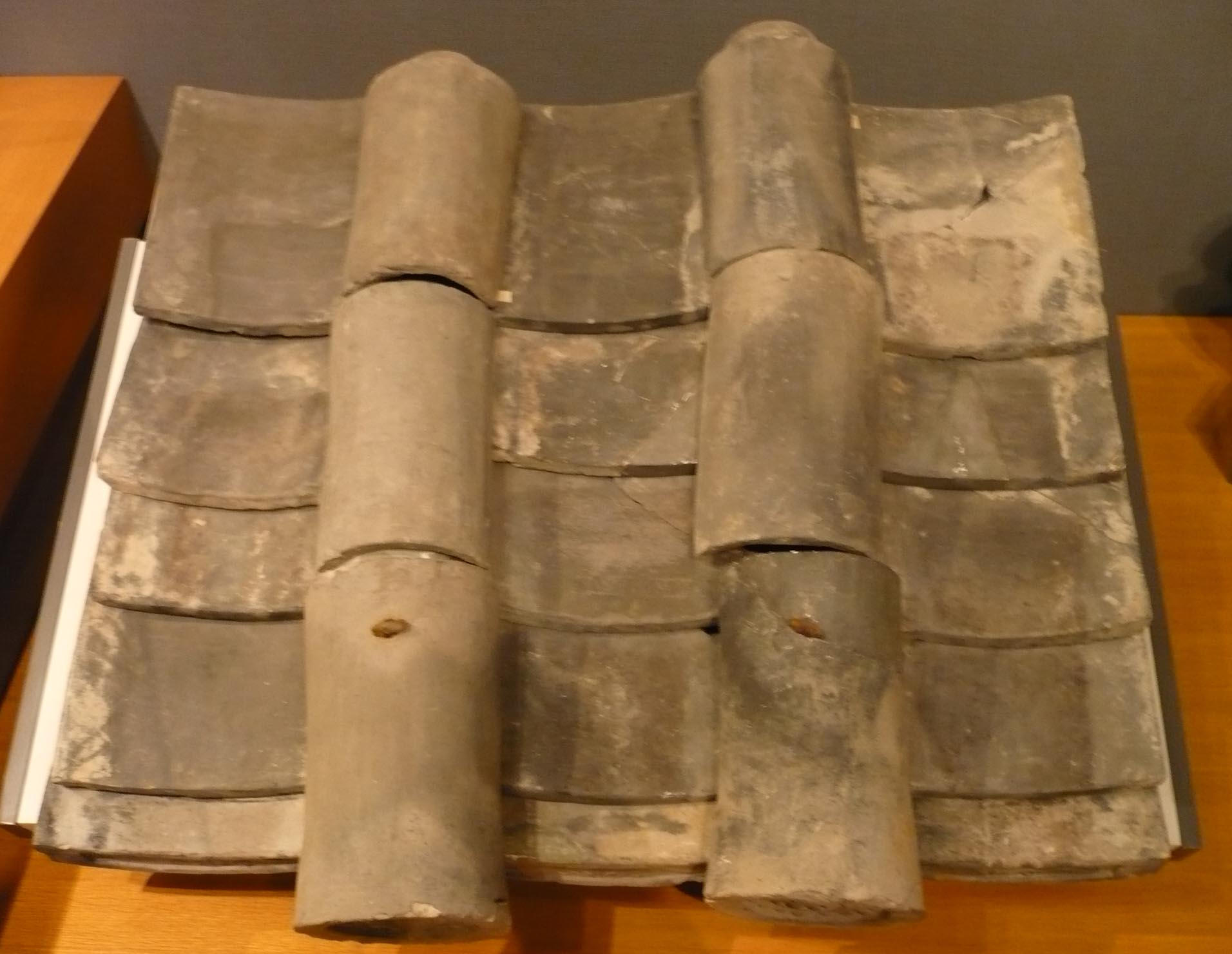
Dachziegel der Burg
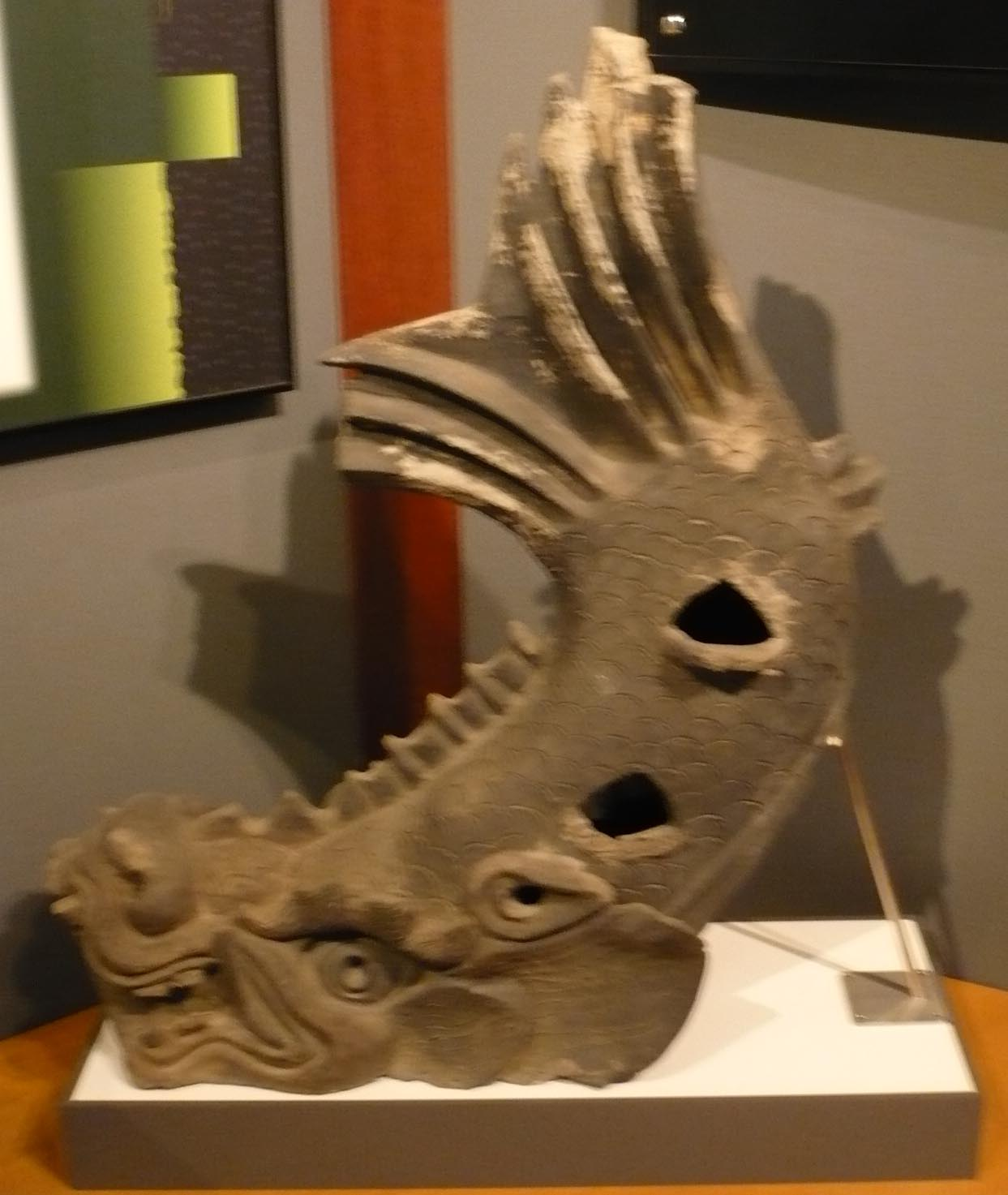
Dachschmuck
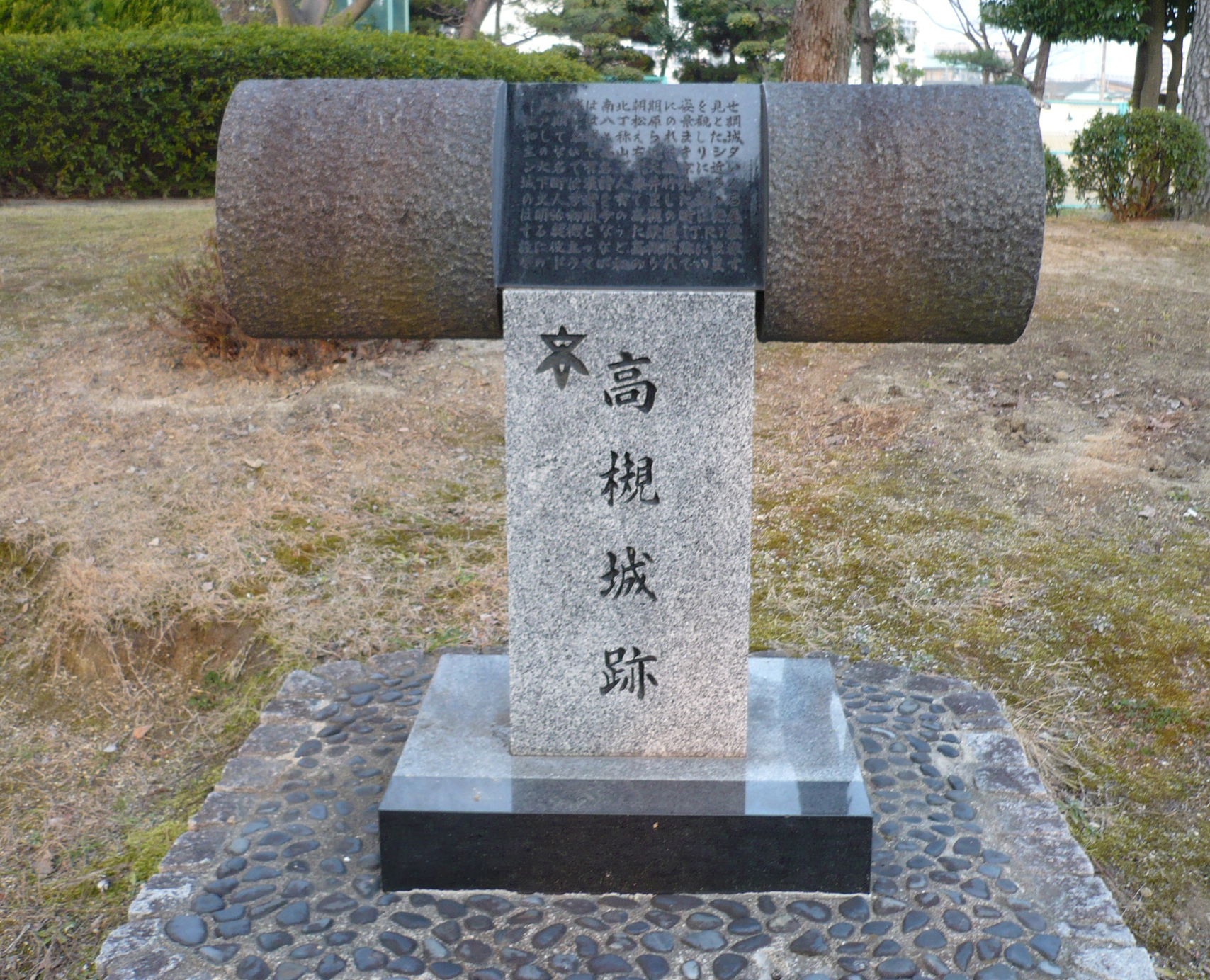
Erinnerungsstein